# Clemens Richert
Clemens Richert (* 14. Mai 1965 in Münster) ist ein deutscher Chemiker. Er ist Hochschullehrer für Organische Chemie an der Universität Stuttgart.
Richert studierte Chemie an der Universität Münster mit dem Vordiplom 1987  und an der Universität zu Köln mit dem Diplom 1990 bei Emanuel Vogel. 1993 wurde er an der Ludwig-Maximilians-Universität München bei K. Messmer in Humanbiologie promoviert und 1994 an der  ETH Zürich bei S. A. Benner in Chemie. 1995 wurde er Assistant Professor in Chemie (und später auch Pharmakologie) an der Tufts University und 2000 Professor an der Universität Konstanz, wobei er Adjunct Professor an der Tufts University blieb. 2002 wurde er Professor für Organische Chemie an der Universität Karlsruhe und 2008 an der Universität Stuttgart.
Er entwickelte in seinem Labor chemische Kappen für Oligonukleotid-Stränge mit höherer Paarungsspezifizität der Nukleotidbasen an den Enden als bei gewöhnlicher DNA. Insbesondere Adenin besitzt eine schwache Bindung an Thymin, was Richert und Kollegen zur Entwicklung eines stärker bindenden Thymin-Ersatzes (C-Nukleosid) führte. Die schwache Bindung hat in der Natur Vorteile, wenn es um die schnelle Auftrennung eines DNA-Strangs etwa bei der Startsequenz geht, in DNA-Tests ist sie jedoch von Nachteil. Die Neuentwicklung besitzt deshalb kommerzielle Anwendungen für DNA-Tests mit geringerer Fehlerquote.
Einer der Schwerpunkte seiner Forschung sind enzymfreie Reaktionen von Nukleinsäuren. Neben kommerziellen Anwendungen in der Biotechnik, wie in der preiswerteren Sequenzierung kurzer DNA und RNA Abschnitte, betreffen seine Forschungen auch die Frage der Entstehung der RNA-Welt in der Frühgeschichte der Entstehung des Lebens auf der Erde. Im Henne-Ei-Problem der Entstehung doppelsträngiger RNA konnte er mit seinen Mitarbeitern wichtige Beiträge leisten durch die experimentelle Untersuchung der Doppelstrangbildung von RNA in wässriger Umgebung. Dabei benutzten sie Eisenoxid-Partikel zur Fixierung der RNA-Stränge und umgingen das Problem der Hydrolyse schon gebildeter Stränge (die in hydrolysierter Form wie Inhibitoren für die weitere Vervielfältigung der RNA wirken) durch ständiges „Wegwaschen“ der Lösung. Er setzt die Experimente fort, um realistischere Szenarien auf der frühen Erde nachzubilden (zum Beispiel mit Tonmineralien zur Fixierung statt Eisenoxid-Partikeln).
2000 erhielt er den ORCHEM-Preis.

## Schriften
- mit Eric Kervio, Annette Hochgesand, Ulrich E. Steiner: Templating efficiency of naked DNA, Proc. Nat. Acad. Sci. USA, Band 107, 2010, S. 12074–12079, Online
- mit Christopher Deck, Mario Jauker: Efficient enzyme-free copying of all four nucleobases templated by immobilized RNA. Nature Chem., 3,  2011, S. 603–608.